# Cornelis Goliath
Cornelis Goliath (1617 - 1660) was een kaartenmaker die voornamelijk in Zeeland en in Zuid-Amerika werkte.
- Bibliothèque nationale de France: cb153779647 (data)
- Biografisch Portaal: 37911108
- Digitale Bibliotheek voor de Nederlandse Letteren: goli001
- Gemeinsame Normdatei: 1135296456
- International Standard Name Identifier: 0000 0000 1069 5337
- Nederlandse Thesaurus van Auteursnamen: 069782350
- Virtual International Authority File: 314281
- WorldCat: E39PBJgMBf8hmQD8vxCpWBCmh3